# Hamburger Stadtparkrennen
Das Internationale Hamburger Stadtpark-Rennen war eine Motorsport-Veranstaltung in Hamburg, die auf einem nicht permanenten Rundkurs im Hamburger Stadtpark zwischen 1934 und 1952 mehrmals ausgetragen wurde und erstmals 1999 als Moto Revival, heute Hamburger Stadtpark-Revival mit alten Fahrzeugen wieder durchgeführt wird.

## Geschichte

### Ursprung in den 1930er Jahren
1934 wurde vor ca. 80.000 Zuschauern auf einer sechs Kilometer langen Piste die erste Veranstaltung für Motorräder und Gespanne ausgetragen, die zur Deutschen Motorrad-Straßenmeisterschaft zählte. Zu den Siegern zählten damalige Größen wie Ernst Loof, Otto Ley oder Hans Soenius. Heiner Fleischmann gewann hier sein allererstes Rennen als Ausweisfahrer, und Bernd Rosemeyer kam als Führender der Meisterschaftswertung in der 500-cm³-Klasse zum letzten Saisonlauf nach Hamburg. Er verunglückte aber im Training, bekam ein ärztliches Startverbot für den Rennsonntag und verpasste so den Titel.
Zur zweiten Veranstaltung im Jahr 1938 fanden umfangreiche Baumaßnahmen statt. Kopfsteinpflaster wurde teilweise mit einer Betonschicht versehen und Kanaldeckel auf Straßenniveau gebracht. Diese Veränderungen ermöglichten die Austragung von Sportwagenrennen, die 1938 erstmals im Programm waren.
Im Jahr 1939 wurde erstmals der sogenannte Entenschnabel (Borgweg-Kurve) durchfahren, die Streckenlänge wuchs damit auf über 6,5 km. Den Namen verdankt diese spitz zulaufende 180°-Kurve mit leichter Kurvenerhöhung dem Streckenlayout: Von Osten aus gesehen entsprach die Streckenführung um und durch den Stadtpark einem Vogelkopf mit einem markanten Schnabel. Im 500-cm³-Lauf für Motorräder siegte in diesem Jahr der BMW-Werksfahrer Karl Gall, der wenige Wochen später beim Training für die Senior-TT bei der Tourist Trophy auf der Isle of Man verunglückte und kurz darauf verstarb. Bei jenem TT-Rennen gewann Galls Teamkollege Schorsch Meier als erster Nicht-Brite überhaupt das Rennen um die Senior-TT (Klasse bis 500 cm³). Im Hamburger Stadtpark drehte Meier lediglich einige Trainingsrunden auf der BMW. In jener Saison fuhr der Bayer auch den Auto-Union-Silberpfeil, so auch bei zwei Demonstrationsläufen im Hamburger Stadtpark. Bereits 1938 war Schorsch Meier Zweitplatzierter in der Halbliterklasse, bei allen fünf Hamburger Nachkriegsrennen gewann er in dieser Klasse und ist damit der erfolgreichste Fahrer aller Hamburger Stadtparkrennen.
Danach ruhte der Motorsport im Stadtpark aufgrund des Zweiten Weltkriegs.

### Wiederaufnahme nach dem Zweiten Weltkrieg
1947 wurde auf einer auf 4,1 km verkürzten Piste das erste Nachkriegsrennen für Motorräder, Gespanne und Sportwagen, ausgetragen, ab 1950 wurde wieder die komplette Vorkriegs-Streckenführung genutzt. 1952 fand das letzte Rennen im Hamburger Stadtpark statt. Grund war ein tödlicher Unfall im Gespannrennen der Ausweisfahrer, bei dem ein Gespann von der Strecke abkam und drei Zuschauer getötet hatte. Das Unglücksrennen war der zweite Lauf des Tages, trotz der Katastrophe wurde der Rennlauf zu Ende gefahren, ebenso wie das gesamte anschließende Rennprogramm.

### Erinnerungsrennen im 21. Jahrhundert
Seit 1999 erlebt das Hamburger Stadtparkrennen ein Revival als Oldtimer-Veranstaltung für historische Autos, Motorräder und Gespanne (Oldtimer bis Baujahr 1978 sowie Youngtimer bis Baujahr 1984) mit Demonstrationsrennen und Gleichmäßigkeitsprüfungen. Bei den beiden Stadtpark Revivals 1999 und 2000 führte eine 4 km lange Strecke teilweise durch den Park. Saarlandstraße und der davon abbiegende Südring sind Abschnitte der historischen Rennstrecke.
Seit 2004 wird ein 1,7 km langer Kurs östlich des Parks genutzt. Der Kurs führt von der Saarlandstraße zum Südring und zurück. Am 9. Hamburger Stadtpark-Revival am 4./5. September 2010 nahmen mehr als 330 Motorräder, Autos und Rennsport-Fahrzeuge teil.

## Siegerliste
| Auflage | Datum              | Klasse              | Sieger                                                 |
| ------- | ------------------ | ------------------- | ------------------------------------------------------ |
| 1.      | 30. September 1934 | 250 cm³             | Walfried Winkler (DKW)                                 |
| 1.      | 30. September 1934 | 350 cm³             | Ernst Loof (Imperia-Rudge)                             |
| 1.      | 30. September 1934 | 500 cm³             | Otto Ley (DKW)                                         |
| 1.      | 30. September 1934 | 1000 cm³            | Hans Soenius (NSU)                                     |
| 1.      | 30. September 1934 | Gespanne (350 cm³)  | Ernst Loof / unbekannt (Imperia-Rudge)                 |
| 1.      | 30. September 1934 | Gespanne (600 cm³)  | Josef Lohner / unbekannt (Rudge)                       |
| 1.      | 30. September 1934 | Gespanne (1000 cm³) | Paul Weyres / unbekannt (Harley-Davidson)              |
|         |                    |                     |                                                        |
| 2.      | 8. Mai 1938        | 250 cm³             | Ewald Kluge (DKW)                                      |
| 2.      | 8. Mai 1938        | 350 cm³             | Karl Bodmer (NSU)                                      |
| 2.      | 8. Mai 1938        | 500 cm³             | Karl Gall (BMW)                                        |
|         |                    |                     |                                                        |
| 3.      | 7. Mai 1939        | 250 cm³             | Walfried Winkler (DKW)                                 |
| 3.      | 7. Mai 1939        | 350 cm³             | Ernie Thomas (Velocette)                               |
| 3.      | 7. Mai 1939        | 500 cm³             | Karl Gall (BMW)                                        |
|         |                    |                     |                                                        |
| 4.      | 31. August 1947    | 250 cm³             | Hermann Gablenz (DKW)                                  |
| 4.      | 31. August 1947    | 350 cm³             | Kurt Mansfeld (DKW)                                    |
| 4.      | 31. August 1947    | 500 cm³             | Georg Meier (BMW)                                      |
| 4.      | 31. August 1947    | Gespanne (600 cm³)  | Loni Neußner / Ihler (NSU)                             |
| 4.      | 31. August 1947    | Gespanne (1000 cm³) | Sepp Müller / Josef Wenshofer (BMW)                    |
|         |                    |                     |                                                        |
| 5.      | 29. August 1948    | 125 cm³             | Carl Döring (DKW)                                      |
| 5.      | 29. August 1948    | 250 cm³             | Hermann Paul Müller (DKW)                              |
| 5.      | 29. August 1948    | 350 cm³             | Wilhelm Herz (NSU)                                     |
| 5.      | 29. August 1948    | 500 cm³             | Georg Meier (BMW)                                      |
| 5.      | 29. August 1948    | Gespanne (600 cm³)  | Loni Neußner / Fred Minderlein (NSU)                   |
| 5.      | 29. August 1948    | Gespanne (1000 cm³) | Sepp Müller / Karl Fuchs (BMW)                         |
|         |                    |                     |                                                        |
| 6.      | 4. September 1949  | 125 cm³             | Carl Döring (DKW)                                      |
| 6.      | 4. September 1949  | 250 cm³             | Hermann Gablenz (DKW)                                  |
| 6.      | 4. September 1949  | 350 cm³             | Siegfried Wünsche (DKW)                                |
| 6.      | 4. September 1949  | 500 cm³             | Georg Meier (BMW)                                      |
| 6.      | 4. September 1949  | Gespanne (600 cm³)  | Max Klankermeier / Hermann Wolz (BMW)                  |
| 6.      | 4. September 1949  | Gespanne (1000 cm³) | Max Klankermeier / Hermann Wolz (BMW)                  |
|         |                    |                     |                                                        |
| 7.      | 3. September 1950  | 125 cm³             | Hermann Paul Müller (DKW)                              |
| 7.      | 3. September 1950  | 250 cm³             | Ewald Kluge (DKW)                                      |
| 7.      | 3. September 1950  | 350 cm³             | Heiner Fleischmann (NSU)                               |
| 7.      | 3. September 1950  | 500 cm³             | Georg Meier (BMW)                                      |
| 7.      | 3. September 1950  | Gespanne (600 cm³)  | Hermann Böhm / Karl Fuchs (NSU)                        |
| 7.      | 3. September 1950  | Gespanne (1000 cm³) | Wiggerl Kraus / Bernhard Huser (BMW)                   |
|         |                    |                     |                                                        |
| 8.      | 24. August 1952    | 125 cm³             | Hermann Paul Müller (F.B Mondial)                      |
| 8.      | 24. August 1952    | 250 cm³             | Bill Lomas (NSU)                                       |
| 8.      | 24. August 1952    | 350 cm³             | ex-aequo Ewald Kluge (DKW) und Siegfried Wünsche (DKW) |
| 8.      | 24. August 1952    | 500 cm³             | Georg Meier (BMW)                                      |
| 8.      | 24. August 1952    | Gespanne (500 cm³)  | Eric Oliver / Lorenzo Dobelli (Norton)                 |
| 8.      | 24. August 1952    | Gespanne (750 cm³)  | wegen eines Unfalls abgebrochen                        |